# Euglypta francolina
Euglypta francolina är en skalbaggsart som beskrevs av Hermann Burmeister 1842. Euglypta francolina ingår i släktet Euglypta och familjen Cetoniidae.

## Underarter
Arten delas in i följande underarter:
- E. f. knothi
- E. f. panayana
- E. f. bulusanica